# Anne Thackeray Ritchie

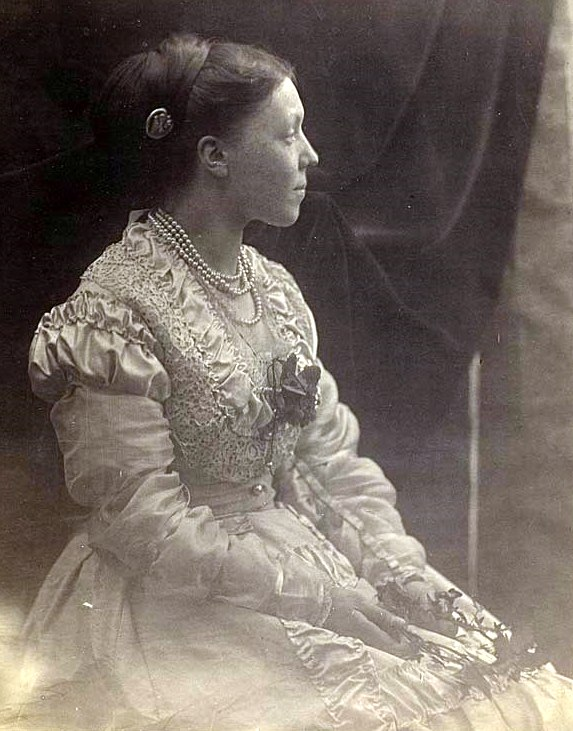
Anne Thackeray Ritchie, 1870

Anne Isabella Thackeray Ritchie (* 9. Juli 1837 in London; † 26. Februar 1919 in Freshwater, Isle of Wight) war eine englische Schriftstellerin.

## Leben
Anne Isabella, oder auch Anny genannt, war die älteste Tochter von William Makepeace Thackeray und der Irin Isabella Shawe. Sie verbrachte ihre Kindheit in Frankreich, wo sie nach dem Tod ihrer Mutter 1840 von ihrer sehr religiösen Großmutter erzogen wurde. Bereits im Alter von zweieinhalb Jahren sprach ihr Vater von ihrer beeindruckenden Fantasie.
1863 veröffentlichte sie erfolgreich The Story of Elizabeth.
Es folgten:
- To Esther, and other sketches (1869)
- The village on the cliff
- Old Kensington
- Tailors and spinsters, and other essays
- Bluebeard's keys, and other stories
- Five old friends and a young prince

In anderen Schriften benutzt sie in eigentümlicher Weise alte Volksmärchen zur Schilderung zeitgenössischer Zustände und Ereignisse, so unter anderem Dornröschen, Aschenputtel, Rotkäppchen und Blaubart.
Sie veröffentlichte außerdem die Romane:
- Miss Angel (1875)
- Miss Williamson's divagations (1881)
- Mrs. Dymond (1885)
- A book of sibyls: Mrs. Barbauld, Mrs. Opie, Miss EdgeWorth, Miss Austen(1883)
- die Biographie Madame de Sévigné (1881)

Eine Gesamtausgabe ihrer Werke erschien seit 1875. 1877 heiratete sie ihren Cousin Richmond Ritchie.
Eine Auswahl aus ihren Briefen und Tagebüchern wurde 1995 veröffentlicht:
- Abigail Burnham Bloom, John Maynard (Hrsg.): Anne Thackeray Ritchie: Journals and Letters. Ohio State University Press, Columbus OH 1994. ISBN 0-8142-0638-7 (Digitalisat auf den Seiten des Verlags im Vollzugriff)

Neben ihrer Schriftstellerkarriere brachte Anne zwei Kinder auf die Welt und hatte ein hervorragendes Sozialleben. Sie setzte sich politisch ein, was deutlich aus ihren Essays hervorgeht, und tat viel für das Wohlergehen der ärmeren Gesellschaft. Anne starb am 28. Februar 1919.

## Kritik
Leider wurde Anne Thackeray Ritchies Arbeit und Wissen bisher nur als Möglichkeit genutzt, mehr über ihren Vater oder ihren Ehemann zu erfahren. Dass Thackeray mehr als 60 Jahre lang aktive Schriftstellerin war und eine einzigartige, gut vernetzte Position in der englischen Autoren- und Künstlerszene hatte, ist weitgehend unbekannt. Virginia Woolf lobte ihr Werk 1919 und sprach von ihr als ein sonderbares und launisches Genie.